# Dempsey Wilson
Dempsey Wilson,  ameriški dirkač Formule 1, *11. marec 1927, Los Angeles, Kalifornija, ZDA, †23. april 1971, Los Angeles, Kalifornija, ZDA.
Dempsey Wilson je pokojni ameriški dirkač, ki je med letoma 1958 in 1963 štirikrat sodeloval na ameriški dirki Indianapolis 500, ki je med letoma 1950 in 1960 štela tudi za prvenstvo Formule 1. Najboljši rezultat je dosegel na svoji prvi dirki leta 1958, ko je zasedel petnajsto mesto.